# LLC2
LLC2 ist ein Heim- und Lerncomputer, der von Gerd Maudrich entworfen wurde. Er konnte erstmals im Funkamateur 3/85 bestellt werden.

## Hardware
Die Hardware wurde wesentlich weiterentwickelt und bot bedeutend mehr Möglichkeiten. Das ROM war 8 kB groß, es gab 2 PIOs und ein CTC. Er war erweiterbar um ein Diskettenlaufwerk. Die meisten Erweiterungen waren für die Grafikdarstellung gedacht; durch unterschiedliche Ausbaustufen konnten bis zu 512 × 256 Pixel in Farbe dargestellt werden.

## Software
Da kein Betriebssystem enthalten war (lediglich ein Urlader), wurde der „SCCH Monitor“ vom Studio Computer Club Halle zum Quasi-Standard. Neben BASIC-Interpretern gab es später ein angepasstes CP/M, CPL genannt. Er war zum AC1 größtenteils kompatibel, was das Software-Angebot wesentlich erweiterte.

## Zeitgenössische Rezeption
„LLC2 - die kostengünstige Alternative zum industriellen Heimcomputer. Technisch ausgereifter Einplatinencomputer zum Selbstbau für Freizeit und Beruf. Programmkompatibel zu handelsüblichen Geräten. Ausführliche Bauanleitung …“